# Howard Johnson’s

Logo von Howard Johnson's

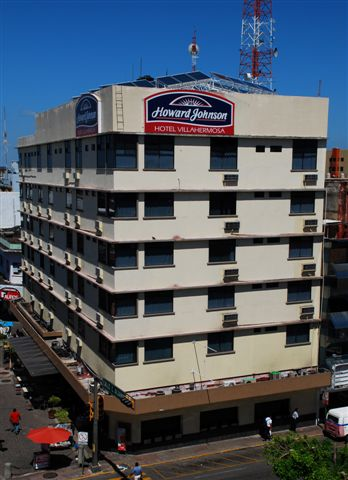
Howard Johnson Hotel in Villahermosa (2009)

Howard Johnson’s war eine überwiegend in den USA angesiedelte Restaurant- und Hotelkette, deren verbliebene Häuser unter dem Namen Howard Johnson zur Gruppe der Wyndham Hotels & Resorts mit Sitz in  Parsippany (New Jersey) gehören.

## Geschichte

### Anfänge
Der in Boston geborene Howard Deering Johnson verließ im jugendlichen Alter die Schule und arbeitete im Geschäft seines Vaters. Als dieser starb, erbte der vierundzwanzigjährige Sohn dessen Unternehmen mit beträchtlichen Schulden. Mit geliehenem Geld erwarb er 1925 einen Gemischtwarenladen für Drogerie-, Getränke- und Presseartikel. Das Geschäft florierte und er beschäftigte zahlreiche Angestellte, in erster Linie Zeitungsausträger. Sein besonderes Interesse konzentrierte sich bald auf den Vertrieb von Speiseeis, das außerordentlich gefragt war. Johnson intensivierte die Herstellung von Speiseeis und entwickelte seine eigene unverwechselbare Marke mit einer cremigen Konsistenz, die nicht so hart wie die meisten sonst angebotenen Eiscremes war. Es wird angenommen, dass er das Basisrezept von dem aus Deutschland eingewanderten William Hallbauer kaufte, der bereits mehrere Eisverkaufsstände in der Region besaß, oder ein Rezept seiner Mutter verwendete. Johnson entwickelte im Laufe der Zeit 28 verschiedene Aromen und die Kunden mussten anstehen, um sein Eis zu bekommen, das in der Gegend bald berühmt wurde. Aufgrund dieses Erfolges eröffnete Johnson in den Jahren 1926 und 1927 drei Eisdielen unter dem Namen Johnson’s Home Made Ice Cream in beliebten Küstenregionen von Massachusetts. Allein an einem Sonntag verkaufte er an einer Eisdiele 14.000 Eistüten. Die Läden verkauften auch Hotdogs der Marke frankforter sowie Getränke und waren äußerst profitabel. Dabei lernte Johnson die Bedeutung des Marketings schätzen.

### Restaurants

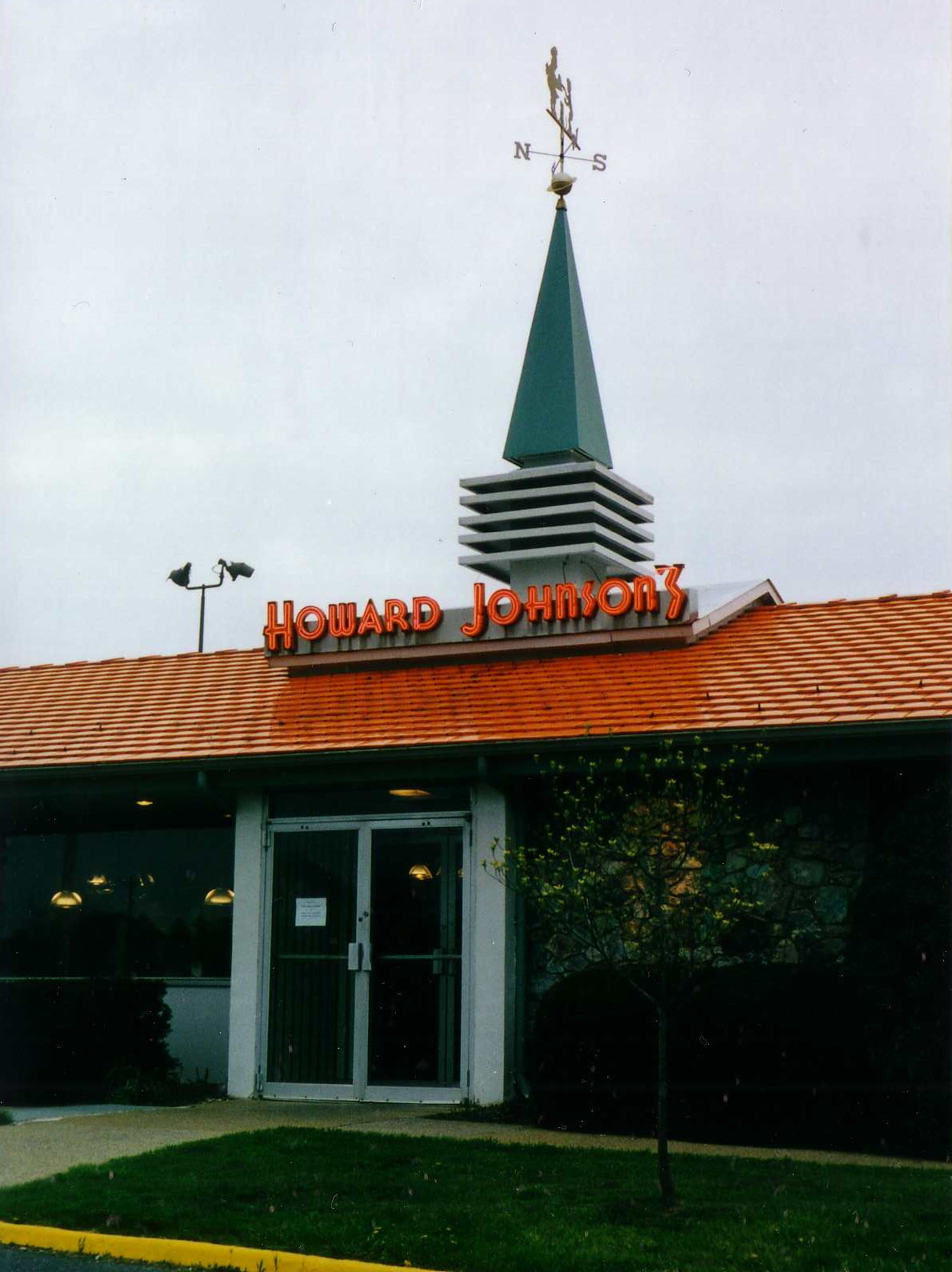
Ehemaliges Howard Johnson’s Restaurant in Pennsylvania

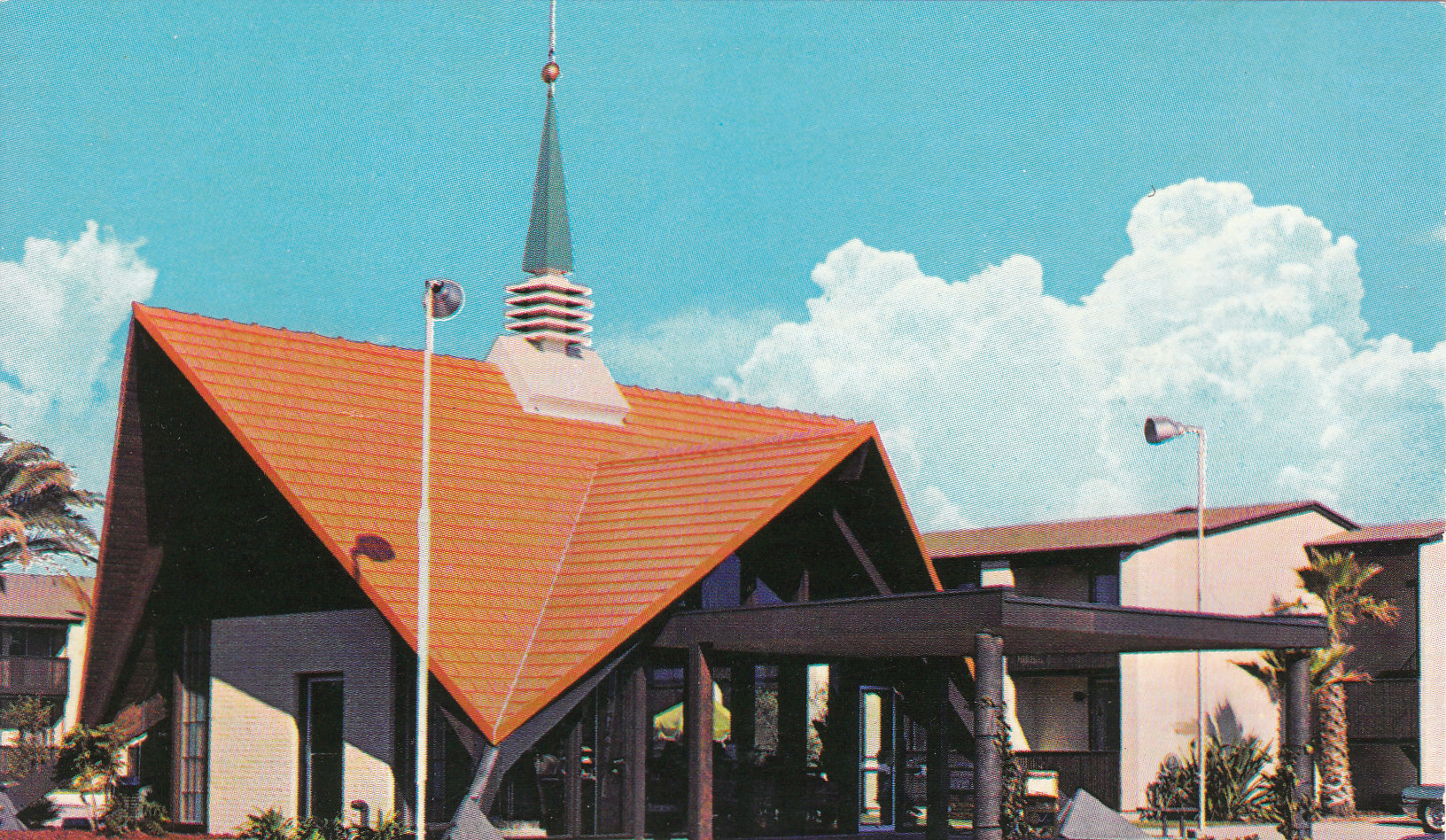
Howard Johnson’s Restaurant und Motor Lodge in Redwood City (1960–1970)

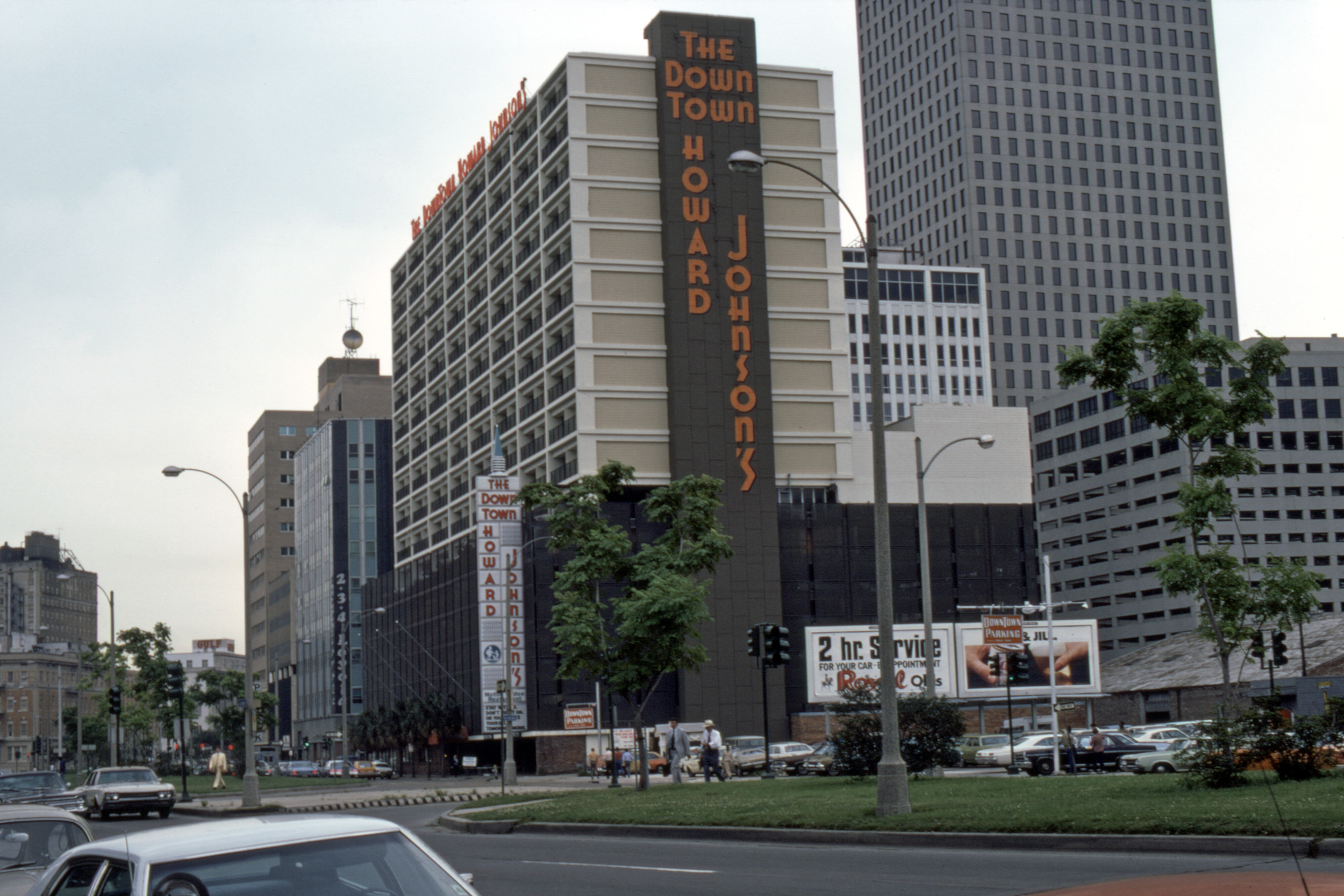
Howard Johnson’s Hotel in New Orleans (1975)

Vom Erfolg seiner Eisdielen beflügelt, eröffnete Johnson unter Aufnahme eines Bankkredits ein Restaurant mit Sitzplätzen im Erdgeschoss des neuen Hauptquartiers der Granite City Bank, des höchsten Gebäudes in der Innenstadt von Quincy. Ganz in der Nähe des Restaurants befand sich ein Theater und die teils elitären Besucher strömten während einer längeren Aufführungspause oder nach einer Vorstellung in Scharen in das neue Lokal, dessen Ruf für hochwertige Lebensmittel sich im gesamten Gebiet von Boston schnell verbreitete.
Johnson war bestrebt, sein Geschäft auszubauen, und hatte einen Standort auf der Hauptstraße nach Cape Cod im Visier, ihm fehlte jedoch das Geld, um das Restaurant zu bauen. Deshalb verkaufte er die Rechte, seine Rezepte und seinen Markennamen an die Familie, die das Land besaß, die dann 1935 ein Howard Johnson’s Restaurant mit großem Erfolg eröffnete. Dies war gleichzeitig Johnsons Einstieg in das Franchising. Nach diesem Geschäftsmodell fügte er weitere Franchise-Unternehmen hinzu. Bis Ende 1940 waren bereits 132 Howard Johnson’s Restaurants in Betrieb, die in ganz Neuengland hervorragend bewertet wurden. Seine Speisekarte wurde um traditionelle amerikanische Gerichte wie Pot Pie, gebratene Muscheln, Fried Chicken und Hamburger erweitert. Im New Yorker Stadtteil Queens wurde ein zweistöckiges Restaurant für 700 Gäste in den Innenräumen eröffnet. Weitere 300 Gäste konnten bei schönem Wetter im Garten untergebracht werden.
Mit der von Jahr zu Jahr zunehmenden Anzahl an Automobilen stieg auch der Tourismus und Johnson begann, seine Restaurants an verkehrsreichen Orten zu platzieren. Um seine Gebäude hervorzuheben, wurden diese mit einem hell orangefarbenen Dach und einer kleinen Kirchturmspitze versehen. Die Restaurants waren im Inneren gleichartig gestaltet, sodass sich für die Gäste in jedem Haus eine vertraute Atmosphäre ergab.
Während des Zweiten Weltkriegs waren einige Lebensmittel Mangelware, Benzin wurde rationiert und Männer zogen in den Krieg, was zu einer starken Reduzierung von Familienausflügen führte. Die Howard Johnson’s Restaurants wurden deshalb auf lediglich zwölf Betriebe reduziert, auch das Haus in Queens wurde geschlossen. Das Unternehmen überlebte, indem es Lebensmittel für die Truppen vertrieb. Nach Ende des Krieges boomte die amerikanische Wirtschaft, neue Autobahnen und mehr Autos wurden gebaut, die Geburtenrate stieg an. Johnson nutzte diesen Trend und neue Restaurants wurden im Mittleren Westen und im Süden der USA eröffnet.
Die 1950er und 1960er Jahre wurden die erfolgreichsten in der Unternehmensgeschichte. 1959 ernannte Howard seinen sechsundzwanzigjährigen Sohn Howard „Bud“ Johnson zum Präsidenten des Unternehmens, bestimmte das Wachstum des Unternehmens jedoch weiterhin auf seine obsessive Weise. Die Lebensmittelqualität blieb hoch. 1961 wurde die Aktie des Unternehmens an der Wertpapierbörse eingeführt.

### Hotels
Da Autobahnreisende auch Übernachtungsmöglichkeiten benötigten, eröffnete Johnson 1953 eine Kombination aus Restaurant und Motor Lodge in Savannah. Es folgten weitere solcher Einrichtungen entlang der Interstate Highways, oftmals nach dem bewährten Franchise-Prinzip. Auch größere Hotels wurden gebaut. 1969 zog sich Howard Deering Johnson aus der Führung des Unternehmens zurück, starb 1972 und sein Sohn übernahm die alleinige Leitung. Bis 1975 gab es 649 Restaurants in Firmenbesitz, 280 Franchise-Restaurants, 125 vom Unternehmen betriebene Motor Lodges und 411 Franchise Motor Lodges. Die Marke Howard Johnson’s war in 43 US-Bundesstaaten, Washington, D. C., Puerto Rico, den Bahamas und Kanada vertreten.

### Niedergang
Mit Marriott International, einer weitreichenden Hotelkette, erwuchs eine bedeutende Konkurrenz. Fast Food Restaurantketten wie Kentucky Fried Chicken, McDonald’s und Burger King boten zudem kleinere und preisgünstigere Menüs an und hatten günstigere Immobilienanforderungen. 1979 beschloss Bud Johnson, der nicht die unternehmerischen Fähigkeiten seines Vaters besaß, das Unternehmen für 630 Millionen US-Dollar an die britische Imperial Tobacco Group PLC zu verkaufen. Bei den neuen Besitzern herrschte jedoch Missmanagement und die Bemühungen, die Restaurants und Motels zu aktualisieren, hatten wenig Erfolg. Nur sechs Jahre später verkaufte Imperial im Jahr 1985 Howard Johnson’s an die konkurrierende Marriott-Gruppe für 314 Millionen US-Dollar, den halben Preis, den Imperial dafür bezahlt hatte. Marriott wurde dadurch zur größten Hotelkette der Welt, war bekannt für sein gewinnorientiertes Management, wollte die schwächelnden Howard Johnson’s Motor Lodges nicht weiterbetreiben und verkaufte sie an Prime Motor Inns. Die von Marriott erworbenen Restaurants Howard Johnson’s wurden entweder geschlossen, an andere Unternehmen verkauft oder gänzlich umgewandelt. Als letztes Restaurant wurde ein Restaurant in Lake George betrieben. Das Restaurant hatte sich auf Passagiere spezialisiert, die auf der Durchreise waren und ein schnelles Frühstück einnahmen. Es geriet jedoch in negative Schlagzeilen, da der Eigentümer 2017 verhaftet und im Jahr darauf wegen sexueller Belästigung weiblicher Angestellter zu einer sechsmonatigen Gefängnisstrafe verurteilt wurde. Danach blieben immer mehr Gäste aus und das Haus wurde 2022 endgültig geschlossen.
Die Hotelsparte des Unternehmens hat sich besser entwickelt. Nach mehreren Eigentumsänderungen wurden sie vom Wyndham-Konzern übernommen und schließlich als Howard Johnson 1992 in die Wyndham Hotels & Resorts eingegliedert.